# Želva Bealeova
Želva Bealeova (Sacalia bealei) je druh želvy z čeledi batagurovití, rodu Sacalia. Jde o endemit Číny.

## Popis
Má žlutohnědý, hladký, dosti prohnutý krunýř, který je černě skvrnitý a má olivově zelenou hlavu. Další typ této želvy má krunýř hnědý.

## Výskyt
Žije v horských bystřinách a ve všech nadmořských výškách, ale dává přednost silně zalesněným tokům s mnoha velkými kameny, které jí poskytují úkryt.

## Potrava
Živí se raky a červy, jedinci v zajetí jedí maso.

## Jméno
Želva je pojmenována na počest skotského obchodníka a přírodovědce působícího v Číně Thomase Bealea.

## Výskyt
Vyskytuje se v provinciích střední a jižní Číny, v Hong Kongu je považována za vzácnou.

## Stav ochrany
Jde o ohrožený taxon.